# ブルーフォール

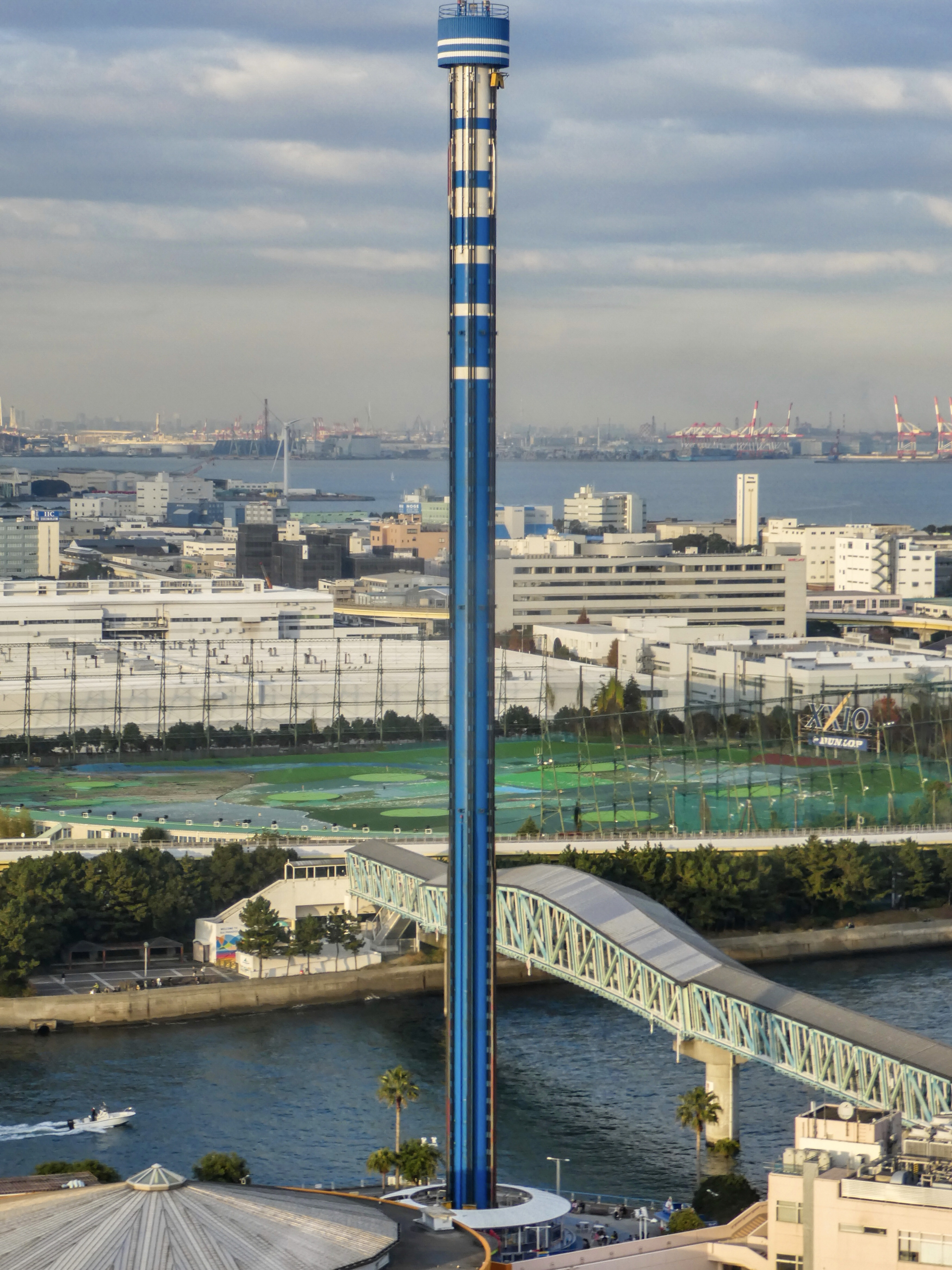
ブルーフォール(シーパラダイスタワーより。)

ブルーフォールとは横浜・八景島シーパラダイスにかつて存在していたドロップ・タワー型アトラクション。
正式名称は「THE GREATEST FALL BLUE FALL」である。インタミン社の「ジャイアント・ドロップ」モデルをカスタマイズさせて竣工当時世界最高の高さを誇った。
1998年4月23日にオープン。当時の宣伝文句は「世界最高107mからの未体験落下」。ヨーデルを歌いながらスイス人が搭乗するCMが関東ローカルで放映された。
ドリームワールド（オーストラリア）にあるジャイアント・ドロップ（高さ119m）に世界一の座は奪われたが、依然として日本国内では一番であった。
2019年夏から機械点検、調査をしていたが再開できず、2020年3月31日をもって営業を終了した。最後の宣伝コピーは「WHAT’S STOPPING YOU FROM TRYING IT?」となっていた。
2020年12月に入り解体作業が始まり、12月中に塔の解体が終了。2021年1月現在は土台部分を残すのみとなっていた。跡地にはとしまえんから「ミニイーグル」が移設され、「フライトイーグル」として営業を開始した。土台部分が再活用されている。

## アトラクション概要

### スペック
※いずれも日本国内最高レベルだった
- 所要時間：90秒
- タワーの高さ：107m
- 最高到達地点：100m
- 最高落下速度：125km/h
- 最大重力：4G
- 最大定員：4名×6台=24名
- 乗車条件：身長130cm以上、65歳未満（身長130cm以上でも10歳以下は保護者同伴必須）
- 制作会社：インタミン（スイス）

### 特徴
オリジナルサウンドシステム
ゴンドラの上昇に合わせて音楽や英語の台詞が流れ、頂上に到着すると電話のコール音の直後「3・2・1・バイバーイ」で落下する。時間帯によってはカウントダウンが無く、悲鳴と共に落下するホラーサウンドがある。下の乗り場にはオリジナルのサウンドが流れるため、雰囲気を壊さないようにしている。
ライトアップ
ゴンドラ上昇と共に光が消灯していき、頂上につくと真下のステーションも消灯され、落下すると共に点灯する。
2種類の落下
ゴンドラにはストレートドロップ（ゴンドラ番号が奇数）とフェイントドロップ（ゴンドラ番号が偶数）があり、ストレートは一気に62m落下した後38mのブレーキなのに対し、フェイントはまず2mだけ落下し、6mのブレーキゾーンを通過した後54m落下して38mのブレーキとなる。
但し、全てのゴンドラでストレートが確認されており、切り換え可能な様子。

### 料金
- アトラクション1回券：1,000円
- 利用できるパスの種類：ワンデーパス、プレジャーランドパス、トワイライトパス、シーパラプレミアムパス

## その他
- 夏のイベント期間中は通常のサウンドではなく、シーパラダイスにちなんだ海をイメージしたサウンドに変更されることがある。
- スリルを求める場合、靴や靴下を脱ぐと足の裏へ直に風圧を感じてより恐怖感が増す。
- 安全のためメガネを外す様に指示される。（ポケットの中を含む荷物はゴンドラ前の銀色の棚に預けなくてはならない。）
- ゴンドラの番号を指定することはできない。スタッフに指示されたゴンドラに乗車する。（但し、利用客が少ない場合は例外として、ゴンドラの番号を自由に選べる。）
- ブルーフォールの入口付近には、プレジャーランドでは唯一オリジナルのブルーフォールの形をした身長計がある。
- 正面にある「THE GREATEST FALL BLUE FALL」のネオンが記念写真の撮影ポイントとなっている。

座標: 北緯35度20分18.5秒 東経139度38分44.7秒 / 北緯35.338472度 東経139.645750度